# NGC 2393
NGC 2393 je galaksija u zviježđu Blizancima.

## Vanjske poveznice
- SEDS: NGC 2393